# Bellingshausen Point
Bellingshausen Point är en udde i Sydgeorgien och Sydsandwichöarna (Storbritannien). Den ligger i den nordvästra delen av Sydgeorgien och Sydsandwichöarna.
Terrängen inåt land är kuperad söderut, men åt nordväst är den platt. Havet är nära Bellingshausen Point norrut.  Trakten runt Bellingshausen Point är nära nog obefolkad, med mindre än två invånare per kvadratkilometer. Det finns inga samhällen i närheten. 